# Grațian Capătă
Grațian Capătă a fost învățător și deputat în Marea Adunare Națională de la Alba Iulia, organismul legislativ reprezentativ al „tuturor românilor din Transilvania, Banat și Țara Ungurească”, cel care a adoptat hotărârea privind Unirea Transilvaniei cu România, la 1 decembrie 1918.

## Biografie
Grațian Capătă a fost învățător în satul Brăișoru, comuna Sâncraiu, din județul Cluj, iar ulterior profesor de filosofie  pensionar domiciliat în Făgăraș.

## Activitate politică

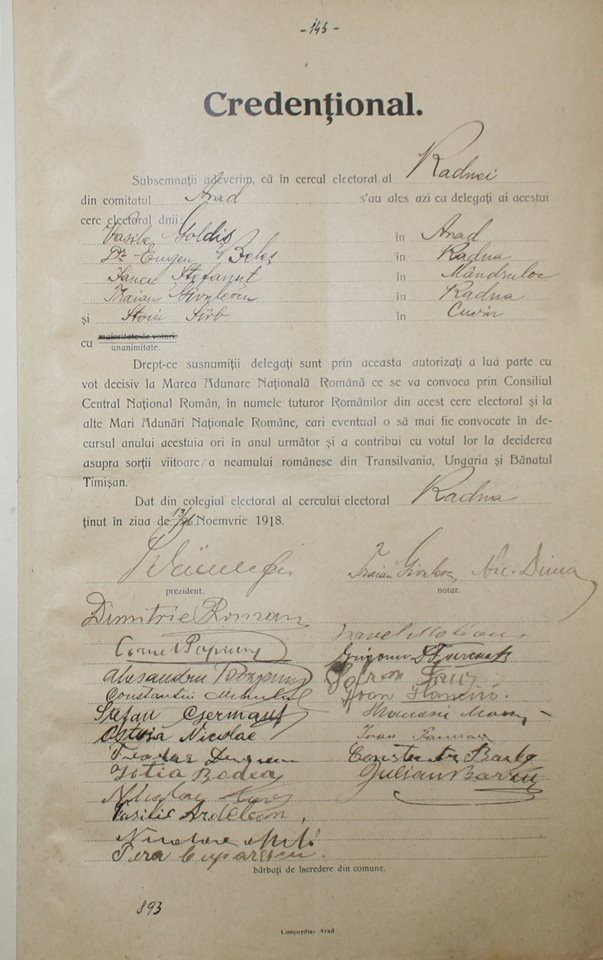
Credențional

A participat la Marea Adunare Națională de la Alba Iulia din 1918 în calitate de delegat titular al Reuniunii Învățătorilor Greco-Catolici din Despărțământul Morlaca.